# Ulophysema oeresundense
Ulophysema oeresundense is een kreeftachtigensoort uit de familie van de Dendrogastridae. De wetenschappelijke naam van de soort is voor het eerst geldig gepubliceerd in 1936 door Brattström.